# Scherben bringen Glück (1957)
Scherben bringen Glück (Alternativtitel ist Sieben Jahre Pech) ist ein österreichischer Spielfilm von Ernst Marischka aus dem Jahr 1957. Dabei handelt es sich um die Neuverfilmung seines erfolgreichen Filmschwanks Sieben Jahre Pech aus dem Jahr 1940. Die Hauptrollen sind mit Adrian Hoven, Gudula Blau und Gunther Philipp sowie Ellen und Alice Kessler besetzt. Das Drehbuch und die im Film zu hörenden Liedtexte stammen vom Regisseur. In der Bundesrepublik Deutschland kam der Film erstmals am 16. August 1957 in die Kinos.

## Handlung
Der Komponist Heinz Kersten und sein Instrumentator Paul Liebling lernen auf ihrer Fahrt nach Wien, wo ihre neue Revue zum ersten Mal auf die Bühne kommen soll, die Mädchen Gerti und Margit kennen. Dabei verliebt sich Heinz in die eine und Paul in die andere. Weil Gerti noch bei ihrem Onkel, dem Tierarzt Dr. Teisinger, wohnt, bittet Heinz seinen Freund Paul, bei Teisinger die Stelle eines Faktotums anzutreten, um so Gerti für ihn unter Kontrolle behalten zu können. Während Heinz damit beschäftigt ist, einige letzte Lieder für seine Revue zu komponieren, erhält er von Paul immer mal wieder die Nachricht, dass mit Gerti alles in Ordnung gehe. Dies scheint sich aber jäh zu ändern, als das Mädchen dem Drängen ihres Verlobten Richard Fröhlich zu einer baldigen Heirat nachgibt. Paul gelingt es jedoch, die Eheschließung zu verhindern, indem er in den Brautstrauß ein Ätherfläschchen einschmuggelt, was zur Folge hat, dass Gerti auf dem Standesamt vor ihrem Jawort in tiefen Schlaf versinkt.
Als Heinz mit dem Komponieren in Verzug gerät, sorgt Paul mit einem Pulver des Tierarztes dafür, dass einige Sängerinnen heiser werden, sodass die Premiere der Revue verschoben werden muss. Diesen Umstand nutzt er auch dazu, seine geliebte Margit an die Stelle des umschwärmten Revue-Stars Flora Fleuron zu platzieren. Die beiden Mädchen sehen sich eh zum Verwechseln ähnlich.
Bei der ersten Vorstellung entbrennt hinter den Kulissen ein Streit zwischen Margit und der wieder genesenen Tänzerin Flora Fleuron. Schließlich einigen sich die Rivalinnen darauf, miteinander zu tanzen. Das Publikum quittiert diesen unerwarteten Gag mit stürmischem Beifall. Am Ende finden sich drei Paare: Heinz und Gerti, Paul und Margit, deren Ex-Verlobter Richard Fröhlich und Else, Gertis beste Freundin.

## Produktionsnotizen
Die Bauten wurden vom Szenenbildner Fritz Jüptner-Jonstorff entworfen. Gerdago und Leo Bei schufen die Kostüme. In dem Film tanzen die Kessler-Zwillinge, Mario del Marius, Hubert Hendrik, Josef Berber und das Ballett der Wiener Volksoper nach einer Choreografie von Dia Lucca. Zu hören sind folgende Lieder, alle komponiert von Anton Profes und getextet von Ernst Marischka:
- der Langsame Walzer „Hast du kein Wort für mich?“, gesungen von Olive Moorefield,
- der Musette-Valse „So verliebt ist man nur in Paris!“, gesungen von Alice Kessler und Gudula Blau,
- der Foxtrott „Man tanzt!“, gesungen von Olive Moorefield sowie
- „Heute hab’ ich mich verliebt“, gesungen von Klaus Löwitsch.

Es spielen Mitglieder der Wiener Symphoniker und das Jazzorchester Fatty George.
Außenaufnahmen fanden unter anderem statt in Wien-Innere Stadt, (Hauptfeuerwache) Am Hof 9–10 (Rettungsaktion des aus dem Fenster gestürzten Paul Liebling).

## Kritik
„Aufdringliche, oft geschmacklose Blödeleien ohne komische Höhepunkte.“

## Quelle
- Programm zum Film: Illustrierte Film-Bühne, Vereinigte Verlagsgesellschaften Franke & Co. KG, München, Nr. 3780, Abb. Titelblatt (im Bild Gudula Blau und Adrian Hoven)